# Alfred Kirchhoff (Geograph)

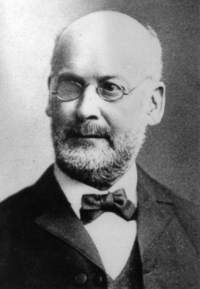
Alfred Kirchhoff

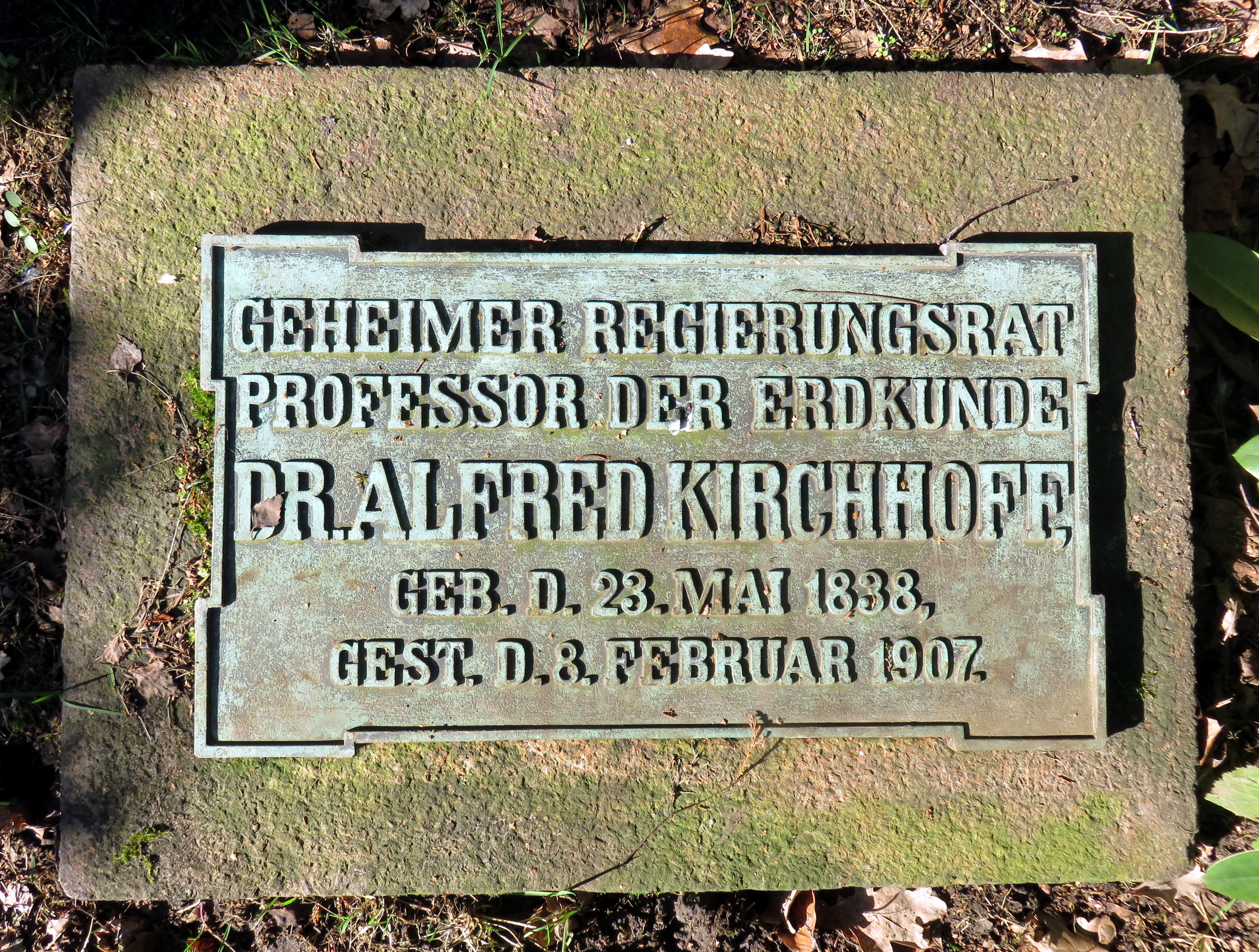
Kissenstein „Geheimer Regierungsrat, Professor der Erdkunde, Dr.Alfred Kirchhoff“, auf dem Friedhof Ohlsdorf

Alfred Kirchhoff (* 23. Mai 1838 in Erfurt; † 8. Februar 1907 in Mockau) war ein deutscher Geograf.

## Leben
Nachdem er das Königliche Gymnasium zu Erfurt absolviert hatte, studierte Kirchhoff an der Universität Bonn Naturwissenschaften und wechselte später an die Universität Jena. 1861 beendete er sein Studium mit der Promotion.
Anschließend war Kirchhoff an mehreren Realschulen tätig. 1865 wurde er an die Gewerbeschule nach Berlin versetzt. 1871 folgte er einem Ruf an die Berliner Kriegsakademie und übernahm dort einen Lehrauftrag für Geographie. Zwei Jahre später avancierte er zum ordentlichen Professor und wirkte als solcher an der Universität Halle.
1878 nahm ihn die Deutsche Akademie der Naturforscher Leopoldina als Mitglied auf. Ab dieser Zeit arbeitete Kirchhoff verstärkt an einer Reform des schulischen Geographie-Unterrichts. Auch für die Landeskunde machte er sich stark und zwischen 1887 und 1904 fungierte er als Herausgeber der Forschungen zur deutschen Landes- und Volkskunde.
1901 adoptierte er den Hamburger Kaufmann Carl Julius Jonassohn, welchem er im Zuge dessen zusammen mit dessen Frau und Kind seinen Familiennamen verlieh. Gleichzeitig adoptierte er den 1877 in Hamburg geborenen Richard Bruno Jonassohn.
Alfred Kirchhoff wurde auf dem Hamburger Friedhof Ohlsdorf im Bereich der Familiengrabstätte Otto Jonasson  im Planquadrat V 12 nordöstlich von Kapelle 1 beigesetzt.

## Werke
- De labiatarum organis vegetativis (1861)
- Erdkunde für Schulen (1892) (Digitalisat)
- Forschungen zur deutschen Landes- und Volkskunde (1.1887–15.1904)
- Schulgeographie (1882) (Digitalisat, Digitalisat der 20., verb. Aufl. 1908)
- E. Debes' Schul-Atlas für die Oberklassen höherer Lehranstalten 10., verb. Aufl., Wagner & Debes, Leipzig 1892 (Digitalisat)
- Zeichenatlas (Teil 1–2) Wagner & Debes, Leipzig 1892–1900 (Digitalisat)
- Willi Ule (Hrsg.): Darwinismus angewandt auf Völker und Staaten (= Angewandte Geographie. Band 3, Nr. 12). Gebauer-Schwetschke, Halle a. d. Saale 1910, OCLC 603752275 (posth.).